# Helictopleurus viettei
Helictopleurus viettei là một loài bọ cánh cứng trong họ Bọ hung (Scarabaeidae).